# Lodz Solar Team
Lodz Solar Team – projekt studentów Politechniki Łódzkiej zainicjowany w 2014 roku w celu realizacji budowy bolidu napędzanego energią słoneczną i udziału w międzynarodowym wyścigu pojazdów solarnych Bridgestone World Solar Challenge 2015 w Australii.
W skład drużyny wchodzili pierwotnie studenci Wydziału Mechanicznego i Elektrycznego Politechniki Łódzkiej. Obecnie zespół złożony jest z przedstawicieli różnych kierunków studiów. W przebiegu prac nad bolidem uczestniczyli nie tylko członkowie Studenckiego Koła Naukowego Miłośników Motoryzacji, stanowiącego trzon projektu, ale także studenci Uniwersytetu Łódzkiego i Akademii Sztuk Pięknych im. Władysława Strzemińskiego w Łodzi.
Misją zespołu, jako prekursorów polskiej myśli ekotechnologicznej, jest propagowanie wiedzy na temat praktycznego wykorzystania energii słonecznej w transporcie samochodowym.

## Historia
Idea budowy bolidu solarnego została zainspirowana zagranicznymi obserwacjami jednego z inicjatorów projektu, Łukasza Gładysza, podczas pobytu na wymianie studenckiej w Holandii w 2014 roku. Po powrocie do Polski wspólnie ze studentami zafascynowanymi tematyką motoryzacji i energii odnawialnej podjął przedsięwzięcie budowy bolidu w celu wystartowania w najbardziej prestiżowym wyścigu pojazdów solarnych na świecie, Bridgestone World Solar Challenge 2015. Kilka miesięcy intensywnej pracy studentów zaowocowało ukończeniem budowy w pełni sprawnego pojazdu, przystosowanego do uczestniczenia w ruchu miejskim. Oficjalna premiera bolidu Eagle One odbyła się 3 lipca 2015 roku.
Po wielu sukcesach osiągniętych z pierwszym samochodem, studenci łódzkiej uczelni postawili sobie nowy cel – zbudowanie jeszcze bardziej efektywnego i praktycznego pojazdu. W październiku 2016 roku drużyna zabrała się za konstruowanie Eagle Two. Oficjalna premiera drugiego polskiego pojazdu napędzanego energią słoneczną odbyła się 13 lipca 2017 roku w hali dworca Łódź Fabryczna.

## Wyścigi

### Bridgestone World Solar Challenge 2015, Australia
Udział w prestiżowym wyścigu Bridgestone World Solar Challenge zapewnił zespołowi z Łodzi pierwsze znaczące sukcesy na arenie międzynarodowej. Sprawne pokonanie dystansu ponad 3000 km na trasie z Darwin do Adelajdy ostatecznie potwierdziło niezawodność pojazdu w prawdziwie wymagających warunkach terenowych. Bolid osiągnął najlepszy wynik wśród debiutantów, docierając na metę w Adelajdzie jako szósty pojazd w swojej kategorii (Cruiser). Kolejne osiągnięcie zagwarantowało drużynie wzorowe przygotowanie do wyścigu, uhonorowane przez jury dodatkową nagrodą Safety Award. Rywalizowanie z bardziej doświadczonymi zawodnikami z najróżniejszych zakątków świata zaostrzyło apetyt zespołu na kolejne wyzwania, co przyczyniło się do rozpoczęcia przygotowań do kolejnych wyścigów.

### Sasol Solar Challenge 2016, South Africa
We wrześniu 2016 roku zespół Lodz Solar Team wyruszył w podróż do RPA, by przetestować swój bolid na trasie z Pretorii do Kapsztadu. Pojazdy rywalizowały ze sobą w 5 kategoriach. Na ostateczny wynik każdej drużyny składał się dystans, czas oraz najbardziej wydajne wykorzystanie energii akumulatora. Zawody Sasol Solar Challenge 2016 przyniosły zespołowi aż 5 statuetek – w tym aż 3 za ustanowienie nowych rekordów. Podczas trwającej 8 dni rywalizacji bolid pokonał 2817 km jako pierwszy w historii zawodów przedstawiciel klasy Cruiser, co zagwarantowało zespołowi kolejną unikatową nagrodę. Dodatkowy powód do dumy zapewniło drużynie wyróżnienie w postaci nagrody specjalnej – statuetka Communication Award, przyznana zespołowi medialnemu za najlepszą relację z eventu.

### Bridgestone World Solar Challenge 2017, Australia
Wielomiesięczna praca studentów z Łodzi nad nowym pojazdem została zweryfikowana w trakcie jubileuszowej edycji BWSC. Po pierwszym dniu wyścigu Lodz Solar Team zajmował drugie miejsce. Niestety drugiego dnia warunki pogodowe znacznie się pogorszyły i ulewny deszcz nie pozwolił na utrzymanie pozycji. Pomimo niesprzyjającej pogody drużyna nie poddała się i walczyła o pobicie rezultatu sprzed dwóch lat. Ostatecznie przybyli na metę wyścigu z wynikiem 4496 osobokilometrów (liczba osób jadąca w bolidzie pomnożona przez przebyty przez nie dystans). Samochód przeszedł również testy praktyczności jak np. montowanie fotelika dla dziecka, parkowanie równoległe czy ilość bagażu, którą można umieścić wewnątrz oraz oceny estetycznej. W tej kategorii zespół uzyskał 80% punktów i zajął piąte miejsce.

### iLumen European Solar Challenge 2018, Belgia
Zawody odbyły się na torze Circuit Zolder w dniach 21-23 września w Belgii. Wyścig poprzedziły testy techniczne pojazdów, m.in. sprawdzenie dokumentacji, baterii i ładowania czy drogi hamowania. Podczas zawodów samochód Eagle Two okazał się niezawodny i zdecydowanie wyprzedził konkurencję w klasyfikacji ogólnej. Studenci z Łodzi zajęli 1. miejsce w klasie Cruiser w międzynarodowych zawodach, tym samym pokonując mistrzów i wicemistrzów świata z wyścigu w Australii. Ostatecznie drużynie udało się przebyć aż 193 okrążenia w czteroosobowym składzie. Do punktacji zaliczały się także wyniki z: prezentacji wprowadzonych innowacji, testu bezpieczeństwa, testu regularności, najszybszego okrążenia i szykany. Drużyna ścigała się z 22 zespołami z różnych zakątków świata, m.in. z Australii, Indii i Kolumbii.

### Bridgestone World Solar Challenge 2019, Australia
Lodz Solar Team będący aktualnym nieoficjalnym Mistrzem Europy wziął udział w kolejnej edycji Mistrzostw Świata Samochodów Solarnych – Bridgestone World Solar Challenge 2019. Był to już trzeci wyścig Łódzkiej drużyny, która po zwycięstwie podczas iLumen European Solar Challenge startowała do zawodów jako jeden z faworytów do zwycięstwa w tej edycji. Pomimo awarii napotkanej już na początkowym etapie rywalizacji, po zaciętej rywalizacji podczas testu praktyczności zespół Lodz Solar Team zdobył 2 miejsce jako najbardziej praktyczny samochód solarny tej edycji Mistrzostw Świata. Zwieńczeniem tego sukcesu było docenienie konstrukcji ze strony przedstawiciela koncernu TESLA.

## Pojazdy

### Eagle One

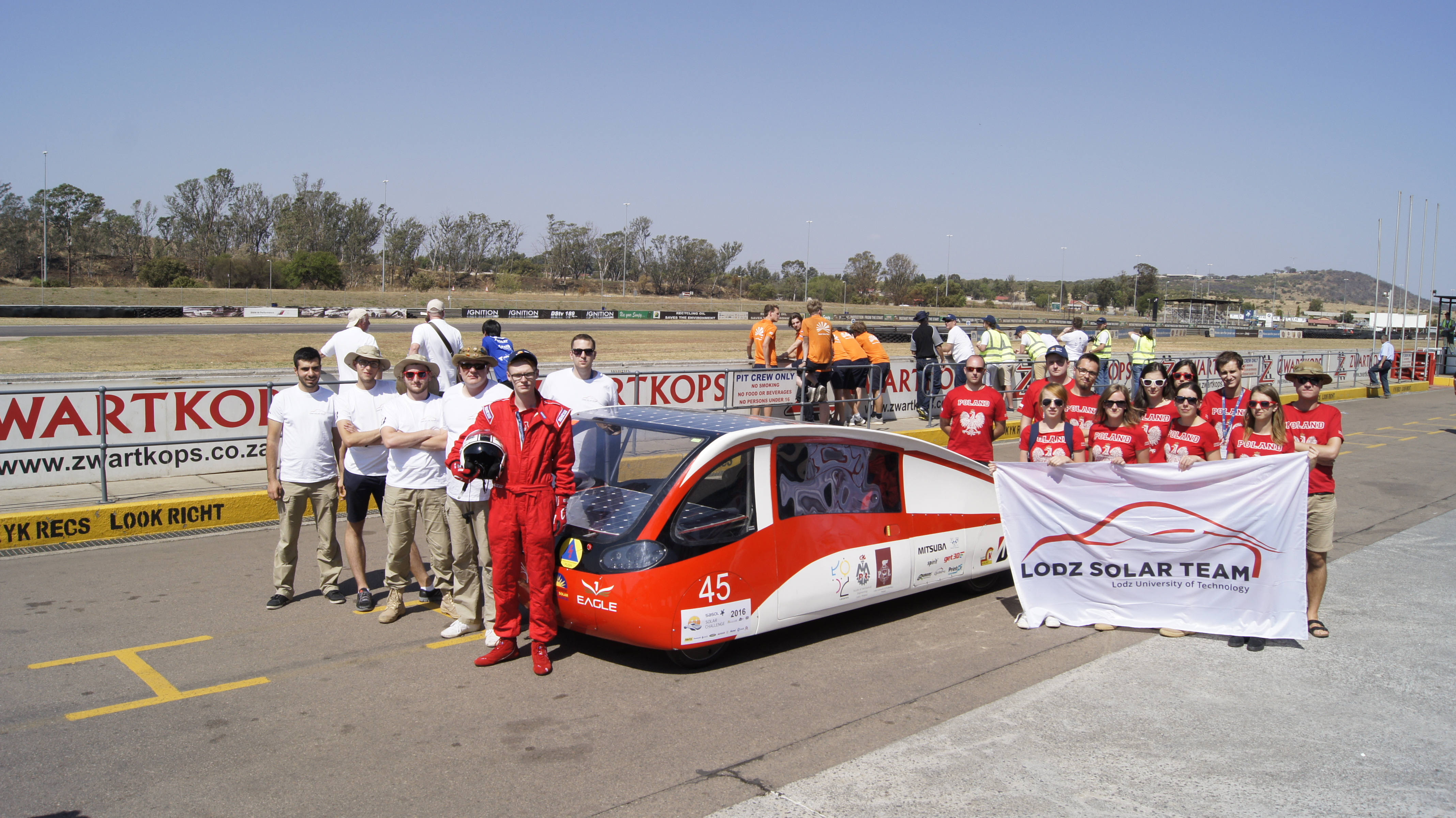
Zespół Lodz Solar Team po zakończeniu testów samochodu Eagle One w ramach zawodów Sasol Solar Challenge 2016.

Samochód Eagle One to efekt wielomiesięcznej pracy studentów Politechniki Łódzkiej, którzy zdołali samodzielnie ukończyć jego budowę w imponującym czasie zaledwie kilku miesięcy. Pojazd został wyposażony w 6 m² elastycznych, monokrystalicznych ogniw fotowoltaicznych, zamontowanych na poszyciu dachu bolidu. Pozyskana energia magazynowana jest w ogniwach litowo-jonowych o łącznej masie 60 kg i pojemności 15 kWh. W pełni naładowane akumulatory przy słonecznej pogodzie pozwalają na przejechanie dystansu blisko 1500 km. Napędzają one dwa silniki elektryczne o mocy 5 kW każdy. Dzięki nim Orzeł jest w stanie rozpędzić się nawet do 120 km/h. Waga całego bolidu bez kierowcy to jedynie 430 kg. Pojazd jest przystosowany do funkcjonowania w ruchu ulicznym. Posiada 2 wygodne fotele, wyściełane specjalną dzianiną dystansową i funkcjonalne wnętrze, pozwalające komfortowo odbywać długie podróże.

### Eagle Two
Prace nad budową Eagle Two rozpoczęły się tuż po powrocie zespołu z wyścigu Sasol Solar Challenge 2016. Początkowo pojazd miał w swoim wnętrzu pomieścić 4 osoby, jednak rzeczywiste wymiary konstrukcji pozwoliły na stworzenie pierwszego w historii 5-osobowego samochodu napędzanego energią słoneczną. Dzięki zdobytemu doświadczeniu i pracy wielu konstruktorów jest to pojazd, który swoją specyfikacją znacznie odbiega od poprzednika.
Dzięki zmodyfikowaniu powierzchni czołowej bolidu znacznie poprawiły się właściwości aerodynamiczne, a zużycie energii uległo redukcji o 1/3. Na dachu pojazdu zastosowane zostało 5 m² paneli słonecznych o większej sprawności (aż 24,3%). Cała konstrukcja bazuje na 2 silnikach bezszczotkowych (BLDC) o łącznej mocy 10 kW, które sprawiają, że pojazd rozpędza się do 140 km/h. W efekcie współpracy ze studentami łódzkiej Akademii Sztuk Pięknych stylistyka nowo powstałego bolidu zyskała nowoczesny charakter, a zarazem praktyczność. Do auta zmieści się pięcioosobowa rodzina, a dzięki pokaźnemu bagażnikowi można schować do niego nawet rower. Konstrukcja karoserii z włókna węglowego zapełnia pojazdowi niezwykłą wytrzymałość oraz bardzo małą masę. Samochód waży jedyne 380 kg z baterią o pojemności 7,8 kWh. 

## Plany na sezon 2018/2019
W 2019 roku Lodz Solar Team wystartuje w najbardziej prestiżowym wyścigu pojazdów napędzanych energią słoneczną na świecie – Bridgestone World Solar Challenge  w Australii. Prace nad dalszym rozwojem samochodu Eagle Two trwają. Planowana jest produkcja dedykowanych silników, nowej baterii oraz udoskonalenie elektroniki.